# Ecdyonurus submontanus
Ecdyonurus submontanus is een haft uit de familie Heptageniidae. De wetenschappelijke naam van de soort is voor het eerst geldig gepubliceerd in 1970 door Landa.
De soort komt voor in het Palearctisch gebied.